# Egegik
Egegik (Igyagiiq in Yup'ik) è un comune degli Stati Uniti d'America, situato nello Stato dell'Alaska e in particolare nel Borough di Lake and Peninsula.